# Ибриум
Ибриум (умер ок. 2322 г. до н. э.), также называемый Эбриум — могущественный чиновник древнего сирийского царства Эблы при правителе Иркаб-Даму и его преемнике Ишар-Даму (Исар-Даму). Заключил самый ранний международный договор, полное содержимое которого известно археологии — «Договор между Эблой и Абарсалом», разделявший сферы влияния, определявший вопросы налогов, платежей, документооборота, а также отдельные особенности животноводства и торговли.

## Сведения
Известно, что Ибриум вёл кампанию против города Абарсал во времена визиря Аррукума. Он вступил в должность после Аррукума в последние два года правления Иркаба-Даму и продолжал занимать её во время царствования Ишар-Даму. Всего Ибриум занимал свой пост около 20 лет, и ему наследовал его сын Ибби-Сипиш, таким образом создав параллельную династию визирей, следующую за царской семьёй.
Ибриум вел войну против Арми на девятом году своего пребывания на посту визиря. В табличках Эблы упоминается, что битва произошла недалеко от города Батин (возможно, расположенного на северо-востоке от современного Алеппо), и что в Эблу прибыл посланник с известием о поражении Арми. Он также провёл несколько кампаний против мятежных вассалов и заключил мирный и торговый договор с Абарсалом.
Ранее учёные считали, что Ибриум, его наследник Ибби-Сипиш и предшественник Аррукум были правящими монархами в Эбле; следовательно, предполагалось, что они правили после Ишар-Даму и до разрушения Эблы. Однако в 1985 году исследователи впервые обнаружили, что эти три фигуры, по-видимому, не были правящими царями, и дальнейшие исследования клинописи с тех пор позволили более точно изобразить фактическую ситуацию эблаитской иерархии власти в то время.